# 玻利瓦爾 (喬治亞州)
玻利瓦爾（英語：Bolivar）是位於美國喬治亞州巴托縣的一個非建制地區。該地的面積和人口皆未知。

## 地理
玻利瓦爾的座標為34°22′11″N 84°42′42″W / 34.36972°N 84.71167°W，而該地的平均海拔高度為235米（即771英尺）。